# Glenea ochreosignata
Glenea ochreosignata är en skalbaggsart som beskrevs av Hüdepohl 1995. Glenea ochreosignata ingår i släktet Glenea och familjen långhorningar. Inga underarter finns listade i Catalogue of Life.